# Maco
Maco é um município de  primeira classe de renda municipal (d) na província Davao de Ouro, nas Filipinas. De acordo com o censo de 1 de maio  de  2020 possui uma população de 83 237 pessoas e 20 839 domicílios.